# Louis Potgieter
Louis Hendrik Potgieter (auch bekannt unter dem Namen Patrick Bailey; * 4. April 1951 in Pretoria, Südafrika; † 12. November 1994 in Port Elizabeth, Südafrika) war ein südafrikanischer Tänzer. Größere Bekanntheit erlangte er als Mitglied der 1979 gegründeten Popgruppe Dschinghis Khan.

## Leben
Potgieter studierte in Johannesburg Ballett und Kunstgraphik. Anfang der 1970er Jahre kam er als Solotänzer an das Theater Ulm. 1975 erhielt er ein Engagement am Gärtnerplatztheater. Drei Jahre später spielte er in der 51. Folge Ute und Manuela der Krimiserie Derrick eine Nebenrolle als Disco-Tänzer und Mordopfer. 1979 wurde der Musikproduzent Ralph Siegel, der für den Eurovision Song Contest 1979 die Gruppe Dschinghis Khan zusammenstellte, auf ihn aufmerksam. Zunächst fungierte Potgieter nur als Tänzer, wobei er mit seinem Spitzbart und derwischartigen Tänzen den namensgebenden Mongolenherrscher verkörperte; später teilte er sich mit den anderen Mitgliedern den Gesang. Nach der Auflösung von Dschinghis Khan 1985 wurde er 1986 Mitglied der kurzlebigen Nachfolgegruppe Dschinghis Khan Family, die beim deutschen ESC-Vorentscheid Ein Lied für Bergen 1986 den zweiten Platz erreichte. Später ging Potgieter zurück nach Südafrika und wurde Hotelmanager. Er starb 1994 an den Folgen einer AIDS-Erkrankung.